# Мантурово (Курская область)
Манту́рово — село в Курской области, административный центр Мантуровского района и Мантуровского сельсовета.

## География
Расположено на юго-востоке Курской области, на юго-западе Среднерусской возвышенности.
Мантурово располагается в довольно холмистой и изрезанной оврагами местности. Почва удачная для сельского хозяйства — более 80 % здесь составляет чернозём, а остальные 20 % приходятся на серые лесные, тяжелосуглинистые, глинистые и почвы крутых балочных склонов. Здесь произрастают дуб, клен, береза, осина.

## Происхождение названия
Существует несколько версий относительно происхождения названия села:
Первая гласит, что в 1690 году помещик Михаил Яковлевич перевел в село Никольское на реке Пузатая Семь (Сейм) переселенцев с Украины. Очевидно, Мантурово связано с названием их прежнего места жительства.
По второй версии название произошло от видоизмененной фамилии помещика Мандрова, переселившегося сюда из Рязани. Название закрепилось за селом к 1710 году.
Происхождение топонима «Мантур» имеет финно-угорский корень: «Ман», «тура», «рова» («небольшая возвышенность», «пригорок», «высокое место в редкостойном хвойном лесу»).

## История
Первое достоверное упоминание села относится к 1709 году. Существует версия, согласно которой, Мантурово возникло в конце XVI — начале XVII века при переселении малороссов, спасавшихся от польского гнёта, с Правобережной Украины в Курский край.
В конце XVII — начале XVIII века большая часть территории сегодняшнего района входила в Пузацкий и Засеймские станы Старооскольского уезда Белгородской губернии (до 1728 года — Киевской губернии).
В XIX веке Мантурово являлось хорошо развитой торговой слободой. Местные ярмарки проводились четыре раза в год, а базары длились в течение двух недель. Также в Мантурово имелись: спиртоводочный завод, дом отдыха и развлечений, пляж, купальни, работали начальная и церковно-приходская школы.
17 декабря 1917 года в слободе Мантурово была установлена Советская власть, были избраны Совет солдатов-депутатов и Комитет бедноты. В 1924 году была создана местная организация ВЛКСМ.
В годы Великой Отечественной войны территория села дважды находилась в оккупации: с 29 ноября по 4 декабря 1941 и с 3 июля 1942 по февраль 1943. 10-13 февраля последний бой на территории района провела 96-я Шуменская танковая бригада им. Челябинского комсомола под командованием В. Г. Лебедева, в результате которого село было освобождено окончательно.
В 1977 году Указом Президиума Верховного совета РСФСР был образован Мантуровский район. Мантурово стало районным центром.
В 2008 году был открыт Мантуровский районный краеведческий музей.
В селе действуют несколько дошкольных учреждений и общеобразовательная школа.

## Население
| 1939 | 1959  | 1979  | 1989  | 2002  | 2008  | 2010  |
| ---- | ----- | ----- | ----- | ----- | ----- | ----- |
| 2510 | ↘2048 | ↗2074 | ↗2992 | ↘2819 | ↗3033 | ↘2767 |

## Достопримечательности
- Каменная церковь святителя Николая Чудотворца (построена в 1746 году) — памятник архитектуры XVIII века.
- Скульптура «Три богатыря»